# Anarchytecture
Albums de Skunk Anansie
Black Traffic
(2012)
Anarchytecture est le sixième album studio du groupe britannique de rock alternatif Skunk Anansie sorti le 15 janvier 2016 sur le label Carosello Records.

## Liste des chansons
| No  | Titre                | Durée |
| --- | -------------------- | ----- |
| 1.  | Love Someone Else    | 3:31  |
| 2.  | Victim               | 4:16  |
| 3.  | Beauty Is Your Curse | 3:41  |
| 4.  | Death to the Lovers  | 4:08  |
| 5.  | In the Back Room     | 3:38  |
| 6.  | Bullets              | 3:52  |
| 7.  | That Sinking Feeling | 2:46  |
| 8.  | Without You          | 3:35  |
| 9.  | Suckers!             | 1:21  |
| 10. | We Are the Flames    | 3:25  |
| 11. | I'll Let You Down    | 3:29  |

## Interprètes
- Skin (Deborah Dyer) : chant
- Ace (Martin Ivor Kent): guitare
- Cass (Richard Keith Lewis): basse
- Mark Richardson : batterie, percussions